# 18286 Kneipp
A 18286 Kneipp (ideiglenes jelöléssel 1973 UN5) a Naprendszer kisbolygóövében található aszteroida. F. Börngen fedezte fel 1973. október 27-én.